# Agriocnemis angustirami
Agriocnemis angustirami är en trollsländeart som beskrevs av Elliot C.G. Pinhey 1974. Agriocnemis angustirami ingår i släktet Agriocnemis och familjen dammflicksländor. IUCN kategoriserar arten globalt som sårbar. Inga underarter finns listade i Catalogue of Life.